# Machtsverheffen
Machtsverheffen is een wiskundige bewerking van de derde orde, die wordt geschreven als {\displaystyle x^{n}}, waarbij twee getallen, het grondtal of de factor {\displaystyle x} en de exponent n, betrokken zijn. Als {\displaystyle n} een positief geheel getal is, komt machtsverheffen overeen met herhaalde vermenigvuldiging, met andere woorden, een product van {\displaystyle n} factoren van {\displaystyle x}:
{\displaystyle x^{n}=\underbrace {x\times \ldots \times x} _{n\ {\text{keer}}}},
net zoals vermenigvuldiging met een positief geheel getal overeenkomt met herhaald optellen:
{\displaystyle n\times x=\underbrace {x+\ldots +x} _{n\ {\text{keer}}}}
De uitdrukking {\displaystyle x^{n}} heet macht van {\displaystyle x}, het is de {\displaystyle n}-de macht van {\displaystyle x}. Deze uitdrukking wordt uitgesproken als: {\displaystyle x} tot de macht {\displaystyle n}, of kortweg {\displaystyle x} tot de {\displaystyle n}-de. Zo is {\displaystyle 2} tot de macht {\displaystyle 3}, ofwel {\displaystyle 2} tot de derde: {\displaystyle 2^{3}=2\times 2\times 2=8}, met {\displaystyle 2} als het grondtal en {\displaystyle 3} als de exponent. Het berekenen van een macht {\displaystyle x^{n}} kan vaak efficiënt worden uitgevoerd door de machten van x herhaald te kwadrateren.
De definitie van machtsverheffen kan op een natuurlijke manier worden uitgebreid, met behoud van de vermenigvuldigingsregel. Machtsverheffen is ook mogelijk met een complex grondtal en een complexe exponent, en zelfs bij bepaalde typen matrices als grondtal of exponent. Machtsverheffen wordt algemeen gebruikt in veel vakgebieden, waaronder economie, biologie, scheikunde, natuurkunde en informatica. Het komt voor toepassingen als renteberekeningen, curves van bevolkingsgroei, chemische reactiekinetiek en asymmetrische cryptografie.

## Geschiedenis
De notaties {\displaystyle x^{2}} voor het kwadraat en {\displaystyle x^{3}} als afkortingen voor {\displaystyle x\cdot x} en {\displaystyle x\cdot x\cdot x} komen voor bij Thomas Harriot in zijn postume werk Artis analyticae praxis uit 1631. René Descartes maakte uitgebreid gebruik van die notatie voor positieve gehele exponenten. John Wallis definieerde negatieve en gebroken exponenten.

## Definitie
Voor het natuurlijke getal {\displaystyle n\neq 0} is de {\displaystyle n}-de macht van het grondtal {\displaystyle x}, genoteerd als {\displaystyle x^{n}}, gedefinieerd als het product van {\displaystyle n} factoren {\displaystyle x}.
Uit deze definitie volgt ook dat 
{\displaystyle x^{1}=x}
De gebruikelijke notatie is om de exponent {\displaystyle n}, die het aantal factoren aangeeft, hoger te schrijven, met een superscript.
Voor {\displaystyle n=0} is een aparte definitie nodig. Voor {\displaystyle x\neq 0} is de gebruikelijke definitie:
{\displaystyle x^{0}=1}
Met deze definitie blijft de betrekking {\displaystyle x^{n+1}=x\cdot x^{n}} geldig voor {\displaystyle n=0}.
Er zijn negatieve exponenten mogelijk door te definiëren dat:
{\displaystyle x^{-n}={\frac {1}{x^{n}}}}
en gebroken exponenten met
{\displaystyle x^{\frac {1}{m}}={\sqrt[{m}]{x\ }}}

## Rekenen met machten
Bij het rekenen met machten kan gebruik worden gemaakt van de onderstaande rekenregels. Daarbij is er steeds van uitgegaan dat de betrokken machten zijn gedefinieerd.
Voor {\displaystyle x\neq 0} is:
- {\displaystyle x^{0}=1}
- {\displaystyle x^{-1}={\frac {1}{x}}}
- {\displaystyle x^{a}x^{b}=x^{a+b}}

- {\displaystyle {\frac {x^{a}}{x^{b}}}=x^{a-b}}

- {\displaystyle \left(x^{a}\right)^{b}=x^{ab}}

Deze regel houdt bijvoorbeeld in dat {\displaystyle x^{\frac {n}{m}}={\sqrt[{m}]{x^{n}\ }}=({\sqrt[{m}]{x\ }})^{n}}. Deze laatste twee regels zijn voor de reële getallen alleen gedefinieerd voor {\displaystyle x>0}, maar in het complexe vlak voor alle {\displaystyle x}.
- {\displaystyle (xy)^{a}=x^{a}y^{a}}

en voor {\displaystyle x=0}
- {\displaystyle 0^{a}=0} voor {\displaystyle a\neq 0}

- {\displaystyle 0^{0}} wordt om verschillende redenen meestal gedefinieerd als {\displaystyle 0^{0}=1}.

Met gebruikmaken van de natuurlijke logaritme en de exponentiële functie voor het positief grondtal {\displaystyle a} geldt:
{\displaystyle a^{x}=e^{x\cdot \ln {a}}}
Machtsverheffen is geen associatieve bewerking, bijvoorbeeld {\displaystyle \left(x^{a}\right)^{b}\neq x^{\left(a^{b}\right)}}.
Daar machtsverheffen niet commutatief is, {\displaystyle 2^{3}=8} terwijl {\displaystyle 3^{2}=9}, zijn er twee inverse bewerkingen: worteltrekken en logaritme nemen.
{\displaystyle {\sqrt[{3}]{8\ }}=2} en {\displaystyle ^{2}\ \log 8=3}
{\displaystyle {\sqrt[{2}]{9\ }}=3} en {\displaystyle ^{3}\ \log 9=2}

## Afgeleide
Het maakt met differentiëren van een functie waarin machtsverheffen voorkomt verschil dat de variabele {\displaystyle x} waarnaar wordt gedifferentieerd in het grondtal staat of in de exponent: 
- de afgeleide van {\displaystyle f(x)=x^{a}} is {\displaystyle f'(x)=ax^{a-1}} en
- de afgeleide van {\displaystyle g(x)=a^{x}} is {\displaystyle g'(x)=a^{x}\ln(a)}, waarin {\displaystyle \ln(a)} de natuurlijke logaritme van {\displaystyle a} is.

## Machten en complexe getallen
Via wiskundige regels zijn ook machten met als exponent niet-natuurlijke en zelfs van complexe getallen gedefinieerd, zie bijvoorbeeld de formule van Euler
{\displaystyle e^{\pi \cdot i}=-1}

## Reeksontwikkeling met machten
Functies kunnen als een reeksontwikkeling met machten worden geschreven. Een voorbeeld is de reeksontwikkeling voor een exponentiële functie. Voor twee reële getallen, quaternionen of complexe getallen {\displaystyle a} en {\displaystyle b}, met {\displaystyle a>0}, geldt
{\displaystyle a^{b}=e^{b\cdot \ln {a}}=\sum _{n=0}^{+\infty }{\frac {(b\cdot \ln {a})^{n}}{n!}}}

## Nul tot de macht nul
Het ligt aan de hand van de rekenkundige bewerkingen niet voor de hand hoe {\displaystyle 0^{0}} moet worden gedefinieerd. Het wordt meestal zo gedefinieerd dat {\displaystyle 0^{0}=1}, bijvoorbeeld in de IEEE-standaard. Er volgen hieronder een aantal argumenten ervoor dat zo te doen.
- Combinatorisch stelt {\displaystyle n^{m}} het aantal afbeeldingen voor van een verzameling van {\displaystyle m} elementen in een verzameling van {\displaystyle n} elementen. Doorredenerend is {\displaystyle 0^{0}} het aantal afbeeldingen van de lege verzameling in de lege verzameling. Dat is er precies 1 (de lege functie).
- Een machtreeks als {\displaystyle \textstyle e^{x}=\sum _{n=0}^{\infty }{\frac {x^{n}}{n!}}} is anders niet gedefinieerd voor {\displaystyle x=0}. Dat kan nog eventueel anders worden geschreven als {\displaystyle \textstyle e^{x}=1+\sum _{n=1}^{\infty }{\frac {x^{n}}{n!}}}.
- Hetzelfde geldt voor het binomium van Newton. {\displaystyle (1+x)^{n}=\sum _{k=0}^{n}{\binom {n}{k}}x^{k}} is  zonder deze afspraak niet gedefinieerd voor {\displaystyle x=0}.
- Substitutie van {\displaystyle x=0} in de afgeleide {\displaystyle f'(x)=nx^{n-1}} van {\displaystyle f(x)=x^{n}} geeft voor {\displaystyle n=1} dat {\displaystyle 0^{0}} gelijk aan 1 moet zijn. {\displaystyle f'(x)} is anders niet continu in {\displaystyle x=0}.
- De stelling dat men bij machtsverheffing modulo {\displaystyle m} het grondtal mag herleiden klopt alleen als {\displaystyle 0^{0}=1}.

## Herhaald kwadrateren
Een macht {\displaystyle x^{n}} van {\displaystyle x} kan vaak efficiënt worden berekend door de machten van x herhaald te kwadrateren.
Zo kan {\displaystyle x^{12}} worden uitgerekend door eerst de derdemacht door twee keer vermenigvuldigen uit te rekenen en vervolgens het resultaat nog twee keer te kwadrateren. Dit is vooral voordelig bij grote waarden van {\displaystyle n} zoals die in de cryptografie optreden.

## Websites
- What does 0^0 (zero raised to the zeroth power) equal? Why do mathematicians and high school teachers disagree?